# Muscoli rotatori
Nell'anatomia umana i muscoli rotatori sono un piccolo gruppo di muscoli del dorso.

## Anatomia
Sono un gruppo di piccole fasce, fa parte dei muscoli trasversospinali, gli altri sono: 
- Muscolo semispinale del torace
- Muscolo semispinale della testa
- Muscolo semispinale del collo
- Muscolo multifido
- Muscolo sternocleidomastoideo

Si dividono in rotatori della regione cervicale, del dorso, lombari e sacrali.
Esistono inoltre due sottotipi di muscoli: rotatori brevi e rotatori lunghi. Entrambi originano dai processi trasversi delle vertebre, ma i rotatori brevi si inseriscono nel processo spinoso della vertebra immediatamente soprastante, mentre i rotatori lunghi nel processo spinoso due segmenti più in alto. La loro azione, in contrazione bilaterale, è di estensione della colonna vertebrale; se invece la contrazione è  monolaterale inclinano la colonna vertebrale nel lato della contrazione e ruotano le vertebre controlateralmente.